# Juan Pablo Socino
Pas d'image ? Cliquez ici

a Compétitions nationales et continentales officielles uniquement.

b Matchs officiels uniquement.
Dernière mise à jour le 6 mai 2023.
Juan Pablo Socino, né le 30 mai 1988 à Buenos Aires, est un joueur international argentin de rugby à XV qui évolue au poste de centre et de demi d'ouverture.

## Biographie
Juan Pablo Socino est formé au sein du club argentin de Los Matreros RC (en). Il s'exile en 2009 vers l'Europe pour se rapprocher d'une structure professionnelle et signe en faveur du club espagnol de l'UE Santboiana, avant de bifurquer après deux mois vers le pays de Galles au Tonmawr RFC (en), en seconde division du championnat gallois. Alors que le club gallois termine premier et décroche son billet d'accession à l'élite locale, il change à nouveau de club à l'issue de la saison et se dirige vers l'Angleterre, pour signer avec les Rotherham Titans en RFU Championship, second échelon du championnat anglais, puis est transféré un an plus tard au sein du Nottingham RFC, dans la même division.
Il rompt son contrat de deux ans à la fin de la saison 2012 pour rentrer dans son pays natal et jouer dans son ancien club de Los Matreros, refusant par la même occasion une offre du Benetton Trévise. Socino retourne pourtant rapidement en Europe, embauché par le club français de l'US Dax en Pro D2 dès le début de la saison en tant que joker médical. Il se retourne vers le RFU Championship et rejoint les rangs de son premier club anglais, les Titans de Rotherham. Élu meilleur joueur du championnat de 2de division et classé meilleur réalisateur, il est repéré par le club des Newcastle Falcons en Premiership, l'élite anglaise et signe un contrat de deux ans.
Non sélectionné en équipe première des Pumas, Socino compte malgré tout plusieurs sélections chez les Jaguars en 2012 et 2014, l'équipe nationale réserve, ainsi que chez les jeunes des moins de 19 et 20 ans, participant au championnat du monde des moins de 19 ans 2007, puis l'année suivante à la nouvelle compétition remplaçant la précédente, le championnat du monde junior 2008, finissant respectivement 8e et 7e des compétitions avec les jeunes Pumas argentins.
Les Jaguars disputent en 2014 la Tbilissi Cup ; Socino fait partie du groupe des réservistes argentins qui remportent cette compétition.
En mai 2015, Socino est appelé à intégrer le groupe de 36 joueurs destiné à disputer avec l'équipe nationale des Pumas l'édition 2015 du Rugby Championship.
Après quatre saisons à Newcastle, il signe à la fin de la saison 2017-2018 un contrat de deux ans avec la franchise écossaise d'Édimbourg Rugby. Pourtant, il quitte le club après une année, rejoignant le club d'El Salvador Rugby afin de disputer le championnat espagnol
Il est recruté la saison suivante par les Saracens qui doivent évoluer en Championship après leur relégation. Bien que les Sarries accèdent à nouveau à la première division, Socino s'engage pour la saison 2021-2022 avec les Leicester Tigers, évoluant également en Premiership ; il quitte ensuite le club et l'Angleterre.
Socino fait alors son retour en Espagne, au sein du premier club européen de sa carrière, l'UE Santboiana.

## Palmarès
- Tbilissi Cup :
  - Vainqueur : 2014 (en).

## Statistiques
Au 5 décembre 2018, Juan Pablo Socino compte quatre sélections avec l'équipe d'Argentine. Il obtient sa première sélection le 25 juillet 2015 à Montevideo contre l'équipe d'Australie.
Il participe à une édition de la coupe du monde, en 2015, il dispute deux matchs, contre la Namibie et l'Afrique du Sud.